# Mark V (carro de combate)
El Mark V fue una versión mejorada del tanque Mark IV, desplegada en 1918 y empleada durante los últimos meses de la Primera Guerra Mundial, en la Intervención aliada en la Guerra Civil Rusa del lado de los Rusos Blancos y por el Ejército Rojo (ejemplares capturados). Gracias al sistema de viraje por transmisión epicíclica de Walter Wilson, fue el primer tanque pesado británico que solo precisaba de un hombre para virarlo; por lo que los cambiadores que iban en los primeros modelos pasaron a ser artilleros.

## Historia
Al inicio, el Mark V iba a ser un diseño totalmente nuevo y se había completado un modelo de madera de tamaño real; sin embargo, cuando el nuevo motor y la nueva transmisión originalmente pensados para el Mark IV estuvieron disponibles en septiembre de 1917, el primer diseño del más avanzado Mark V fue abandonado para evitar interrumpir la producción. La denominación "Mark V" fue aplicada a una versión mejorada del Mark IV, equipada con los nuevos componentes. El diseño original del Mark IV iba a ser una importante mejora respecto al Mark III, pero fue reducida debido a demoras técnicas. Por lo que el Mark V fue muy similar al diseño original del Mark IV: un Mark III sumamente modificado.
El Mark V tenía más potencia gracias a su nuevo motor Ricardo de 150 cv. El empleo del sistema de viraje por transmisión epicíclica de Wilson hacía que solamente fuese necesario un conductor. En la parte posterior del techo del tanque, detrás del motor, había una segunda cabina elevada, con lados abisagrados que permitían a la tripulación acoplar la viga desenzanjadora a las orugas sin salir del tanque. Se montó una ametralladora adicional en la parte posterior del casco.
Se construyeron 400 Mark V, 200 Machos y 200 Hembras. Varios fueron convertidos en Hermafroditas (conocidos también como "Mark V Compuesto") al equiparlos con una barbeta de Macho y una barbeta de Hembra. Esta medida se tomó para asegurarse que los tanques Hembra no estuvieran en desventaja al enfrentarse con tanques británicos Macho capturados por los alemanes o con sus propios A7V.
El Mark V fue empleado por primera vez en la Batalla de Hamel el 4 de julio de 1917, cuando 60 tanques contribuyeron al éxito del asalto de las unidades australianas contra las líneas alemanas. Participó en ocho importantes ofensivas antes del fin de la guerra. Las tropas canadienses y estadounidenses se entrenaron con tanques Mark V en Inglaterra en 1918, mientras que el 301° Batallón de Tanques Pesados estadounidense participó en tres acciones en el sector británico del Frente Occidental a fines de 1918. Sin embargo, el Cuerpo de Tanques canadiense no entró en combate y fue disuelto tras el final de la guerra. Aproximadamente 70 tanques Mark V fueron enviados para apoyar a los Rusos Blancos en la Intervención aliada en la Guerra Civil Rusa y en la Campaña del Norte de Rusia. La mayoría fueron capturados por el Ejército Rojo. Cuatro fueron retenidos por fuerzas estonias y dos por Letonia.

## Variantes

### Mark V*
En 1917 Sir William Tritton desarrolló la "Cola de Renacuajo", una extensión de las orugas para montarse en la parte posterior de un tanque y así mejorar su capacidad para cruzar trincheras. Esto era necesario porque la Línea Hindenburg tenía trincheras de 3,5 m de ancho (3,8 yardas) para detener a los tanques británicos. Cuando el Mayor Phillip Johnson de los Talleres Centales del Cuerpo de Tanques oyó de este proyecto, comprendió de inmediato que el peso de los pesados refuerzos de la extensión podía emplearse mejor creando un tanque más grande. Él cortó un tanque Mark IV a la mitad y alargó el casco, agregándole 1,82 metros adicionales. Como los detalles han sido olvidados, por mucho tiempo se asumió que la mayoría de tanques Mark V* eran conversiones de campo hechas por Johnson. Ahora se sabe que todos fueron fabricados así. Tenía una cúpula posterior rediseñada, incorporando dos afustes de ametralladora extra y una puerta en cada lado del casco, también con un afuste de ametralladora extra. Su peso era de 33 toneladas. De las órdenes para 500 Machos y 200 Hembras, se habían construido 579 para la firma del Armisticio - la orden fue completada por Metropolitan Carriage en marzo de 1919.

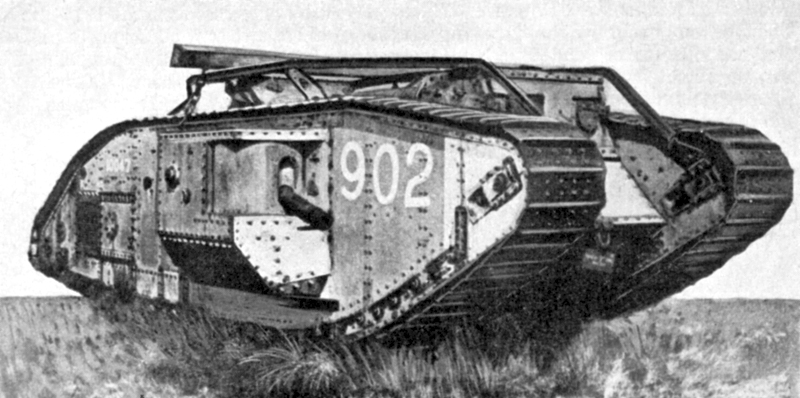
Un Mark V*. En el techo lleva una viga desenzanjadora sobre dos rieles, que se acopla a las orugas y se utiliza para desatascar el vehículo de trincheras enlodadas y cráteres de obuses.

Además se esperaba que este tanque más largo pudiese transportar un escuadrón de infantería armado con ametralladoras Vickers o Lewis, pero las condiciones en su interior eran tan extremas que los soldados se intoxicaron y tras algunos experimentos, la idea fue desechada.
Poco antes del final de la guerra, el Reino Unido suministró 90 tanques Mark V* a Francia. Estos no fueron empleados en combate, pero quedaron en servicio durante las décadas de 1920 y 1930.
Nota: el asterisco (*) en las denominaciones de los primeros tanques británicos era usualmente indicado como "estrella" al hablar, por ejemplo Mark Cinco-estrella o Mark Cinco-estrella-estrella, etc.

### Mark V**

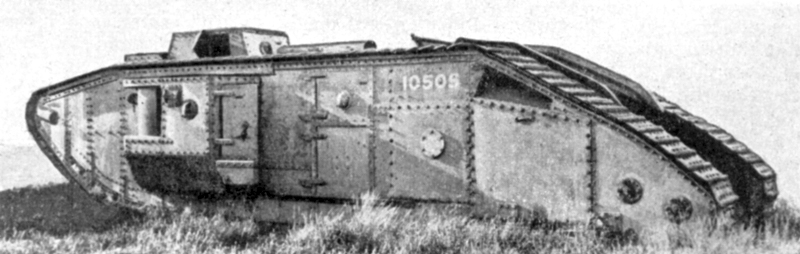
Un tanque Mark V**.

Como el Mark V* había sido alargado, su proporción largo-ancho original había sido afectada. Las fuerzas laterales durante un viraje eran ahora inaceptablemente altas, provocando que las orugas salten y un gran radio de viraje. Por lo tanto el Mayor Wilson rediseñó las orugas en mayo de 1918, con una mayor curvatura en su parte inferior que reducía el contacto con el suelo (pero aumentaba la presión sobre el suelo) y ensanchándolas a 67,31 cm (26,5 pulgadas). El motor del Mark V fue modificado para proveer 225 hp y situado más atrás en el casco. La cabina del chofer fue combinada con la del comandante, con una posición para ametralladora aparte detrás. De una orden modificada para 700 tanques (150 Hembras y 550 Machos), solo se construyeron 25 y apenas uno fue terminado hacia fines de 1918.

### Mark V***
Véase Mark X

## Historial de combate
El Mark V se estrenó en combate en la Batalla de Hamel el 4 de julio de 1917, apoyando exitosamente a las tropas australianas durante un asalto y volviéndose a ganar su confianza en los tanques tras la Batalla de Bullecourt.
Poesteriormente los tanques Mark V fueron empleados en ocho importantes ofensivas antes del final de la guerra.
Durante la Batalla de Amiens en agosto de 1918, 228 Mark V junto a los nuevos Whippet y Mark V*, penetraron las líneas alemanas en un prólogo de la moderna guerra mecanizada. En esta batalla también se estrenó el Mark V*.
El 301° Batallón de Tanques Pesados estadounidense fue equipado con 19 Mark V y 21 Mark V* en su primera acción contra la Línea Hindenburg el 27 de septiembre de 1918. De los 21 tanques Mark V*, 9 fueron impactados por la artillería alemana (uno de ellos fue totalmente destruido), 2 activaron minas británicas, 5 tuvieron problemas mecánicos y 2 se atascaron en las trincheras. A pesar de todo, el batallón logró su objetivo.
El Reino Unido suministró tanques Mark V al Ejército Ruso Blanco, que a su vez fueron capturados por el Ejército Rojo durante la Guerra Civil Rusa y empleados en 1921 durante la Invasión soviética de Georgia, contribuyendo a la victoria soviética en la Batalla de Tiflis.
En 1945, las tropas Aliadas encontraron dos Mark V muy dañados en Berlín. La evidencia fotográfica indica que estos eran sobrevivientes de la Guerra Civil Rusa y anteriormente habían estado expuestos en Smolensk antes de ser llevados a Berlín tras la invasión alemana de la Unión Soviética en 1941. No se han verificado los registros de su participación en la Batalla de Berlín.

## Vehículos sobrevivientes
Han sobrevivido once Mark V. La mayoría se encuentran en Rusia o Ucrania y son sobrevivientes de los tanques enviados para ayudar a las fuerzas Blancas durante la Guerra Civil Rusa.
- El Museo de tanques de Bovington expone un Mark V Macho, Número 9199, uno de los dos tanques británicos de la Primera Guerra Mundial que todavía funcionan. Combatió en la Batalla de Amiens, en la que su comandante - Teniente H. A. Whittenbury - recibió la Cruz Militar.
- Un Mark V** Hembra, Ol'Faithfull, también está conservado en Bovington.
- Un Mark V Macho sumamente restaurado, Devil, sobrevive en el Museo Imperial de la Guerra de Londres.
- Un Mark V* Macho, Número 9591, forma parte desde 2010 de la colección del Museo Nacional de Tanques y Caballería de Fort Benning, Georgia. Suministrado a la Compañía A del 301° Batallón de Tanques Pesados y puesto fuera de combate por un solo disparo de artillería el 27 de septiembre de 1918 durante el ataque contra la Línea Hindenburg, fue reparado y enviado a los Estados Unidos. Representa el único ejemplar sobreviviente del Mark V*.
- Un Mark V se encuentra en el Museo de tanques de Kubinka, Rusia.
- Un Mark V sirve como monumento en Arcángel. Fue originalmente empleado por fuerzas británicas durante la Intervención aliada en la Guerra Civil Rusa.
- Dos Mark V Compuesto conservados forman parte de un monumento en Lugansk, Ucrania. Dos más se encuentran almacenados.
- Un Mark V Compuesto en el Museo histórico de Járkov, Ucrania.

## Imágenes

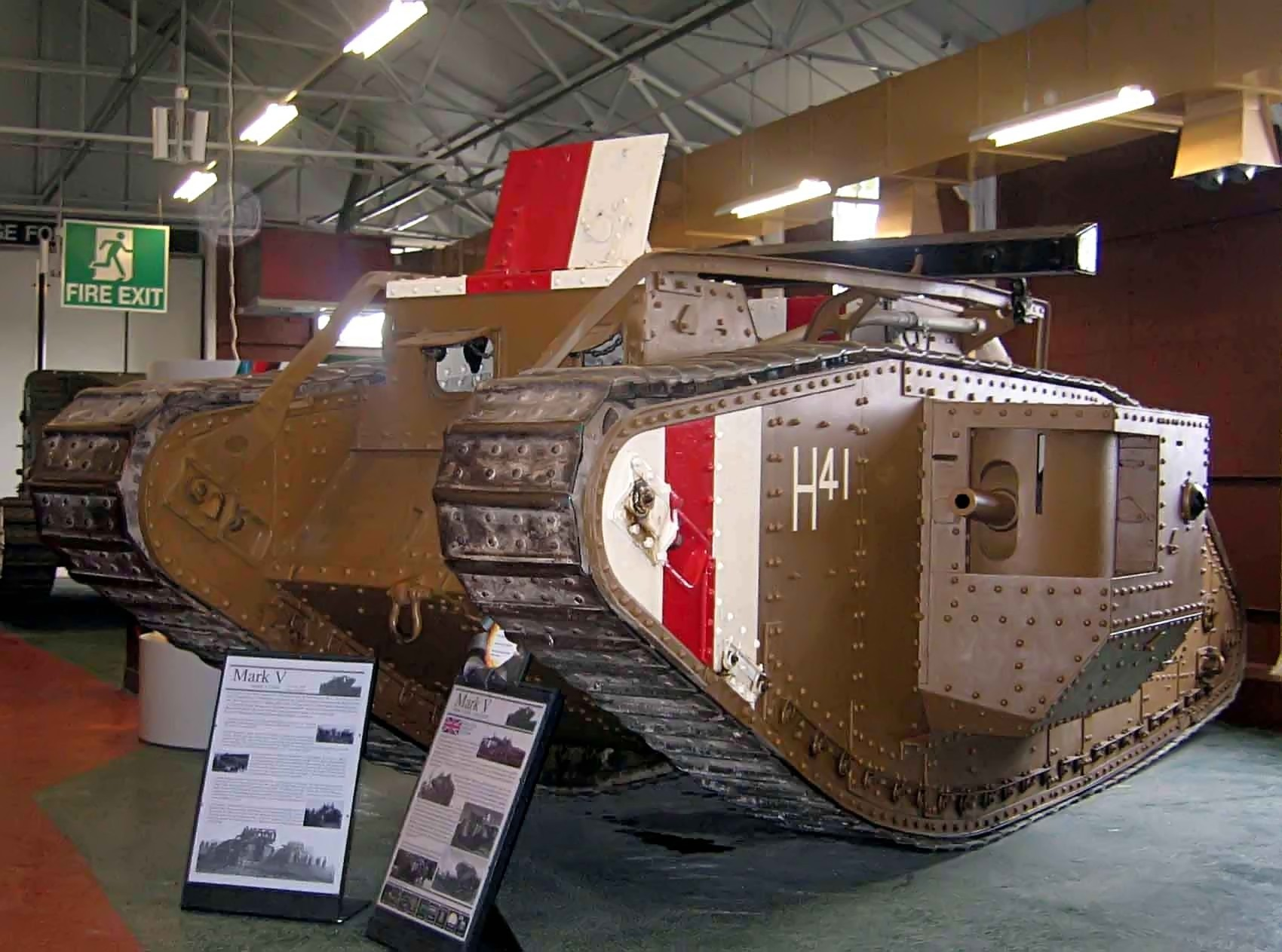
El Mark V de Bovington. Nótese las rayas verticales blanco-rojo-blanco de identificación, todavía empleadas por los británicos al inicio de la Segunda Guerra Mundial.
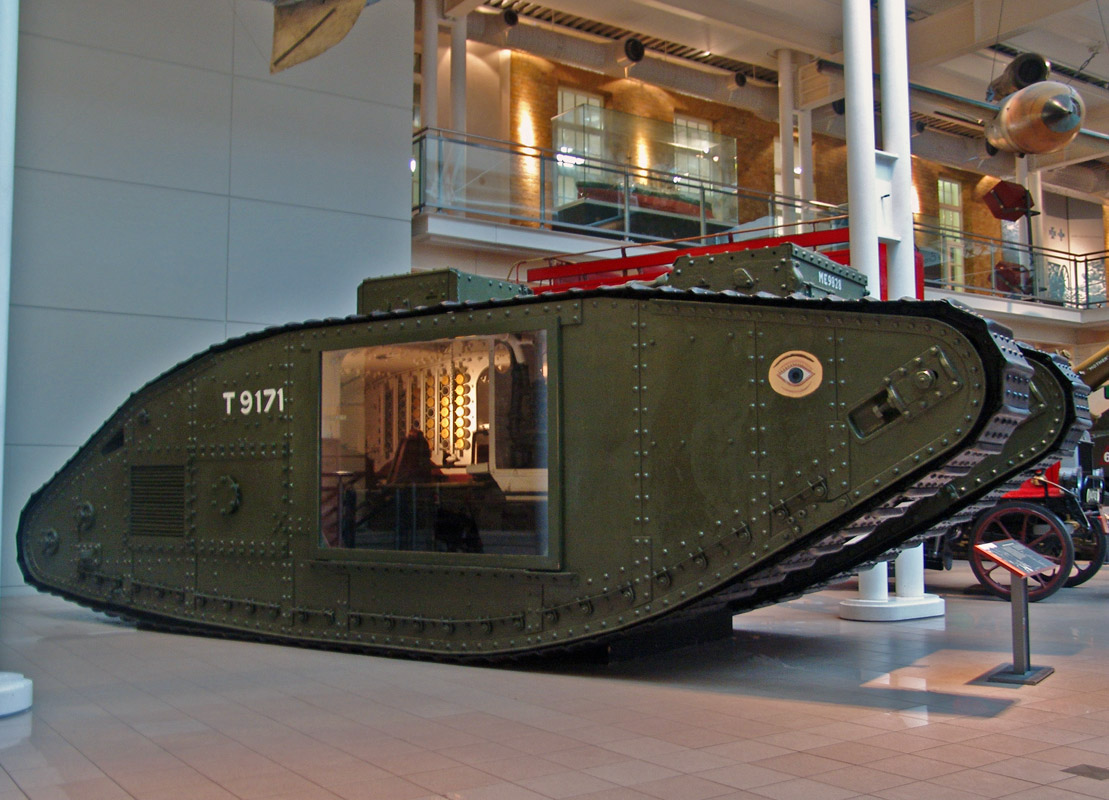
Un Mark V en el museo Imperial de la Guerra, Londres (2006).
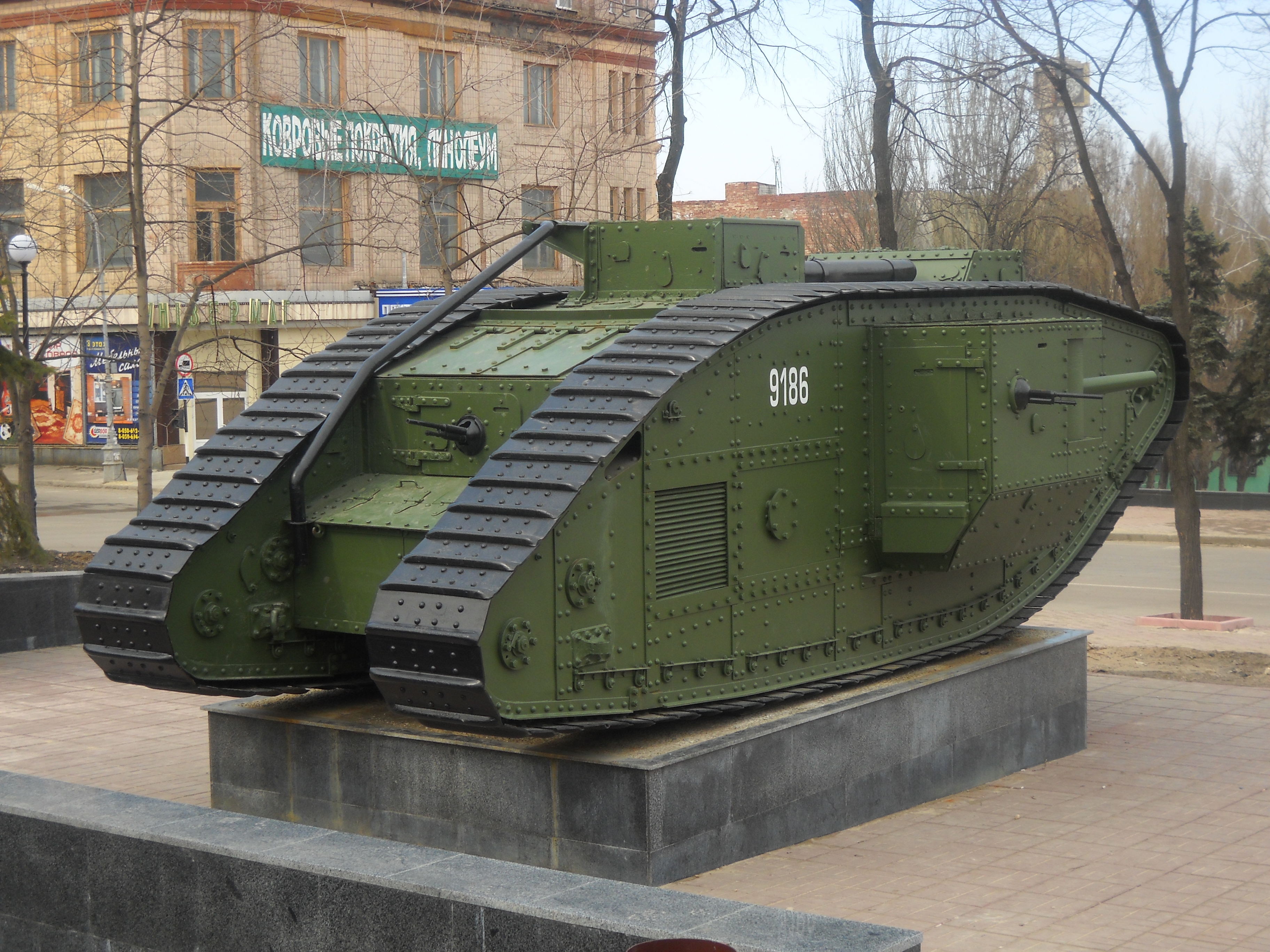
Un Mark V Compuesto en Lugansk, Ucrania.
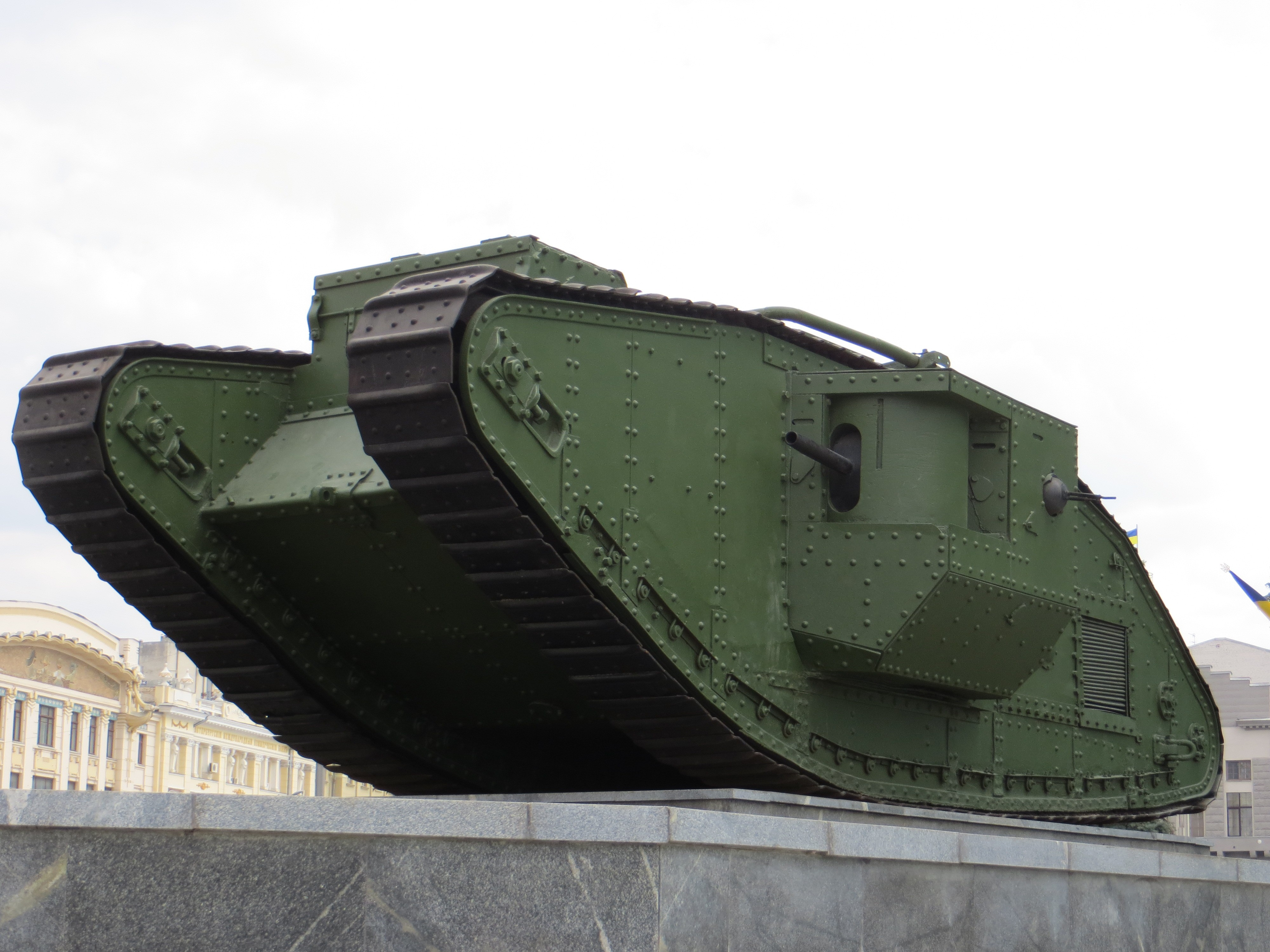
Un Mark V Compuesto en Járkov, Ucrania.
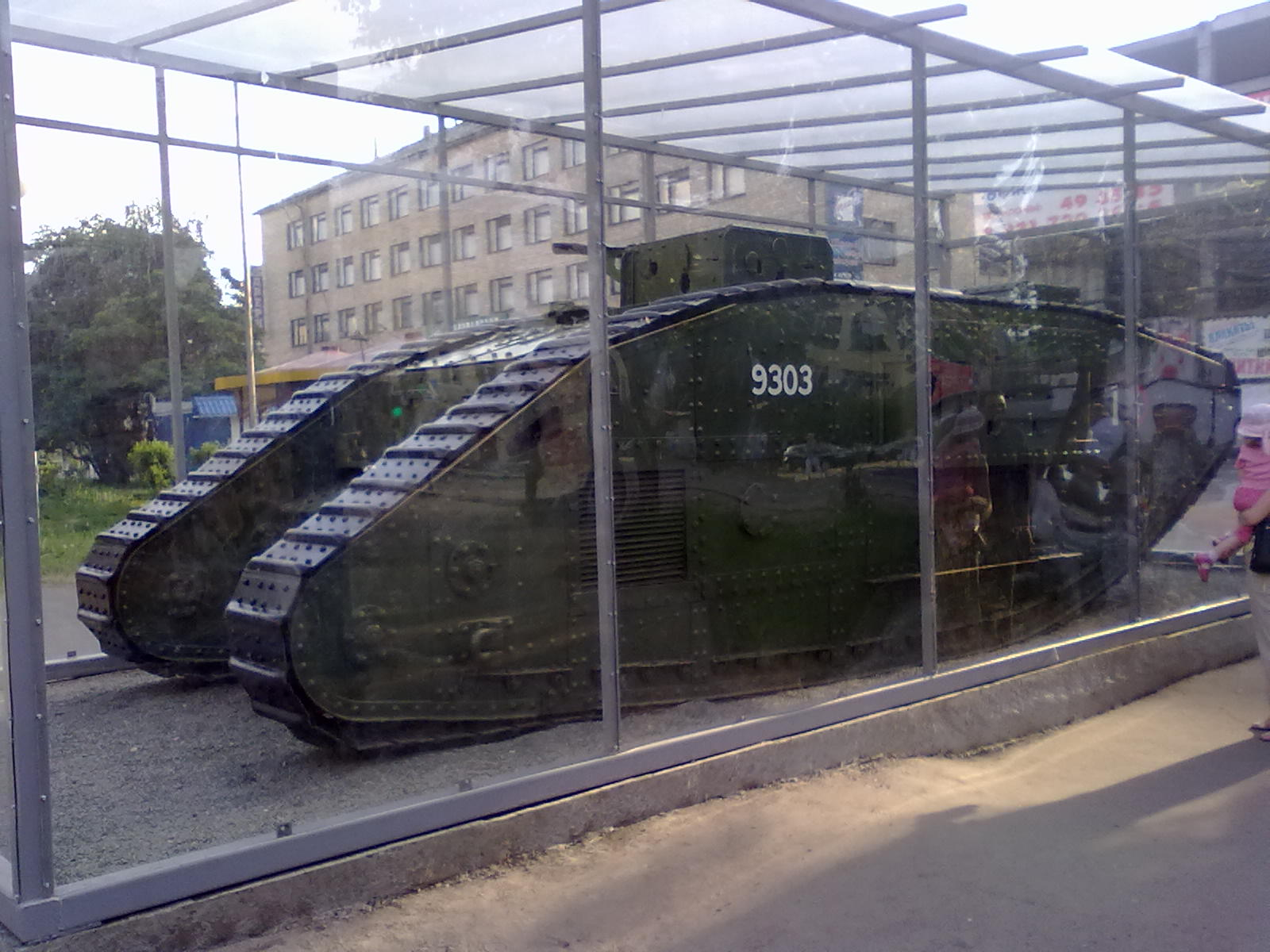
Un Mark V en Arjángelsk, capturado por el Ejército Rojo durante la intervención británica en Rusia.